# Anslem Douglas

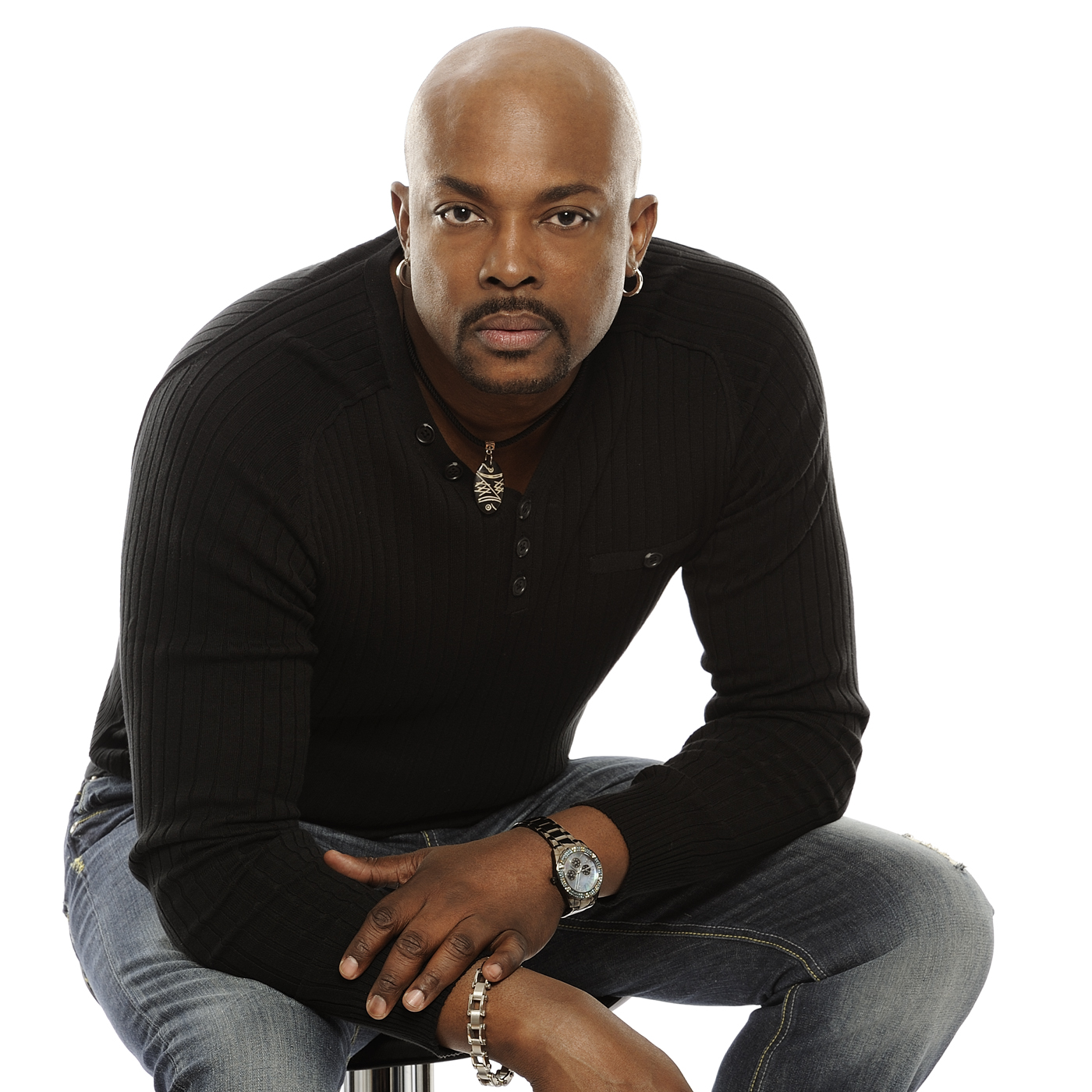

Anslem Douglas é um compositor e produtor musical de Trinidad e Tobago, ganhou reconhecimento por produzir e compor a canção "Who Let the Dogs Out?" de 2000.